# 5월 광장의 어머니회

## 5월 광장 어머니회

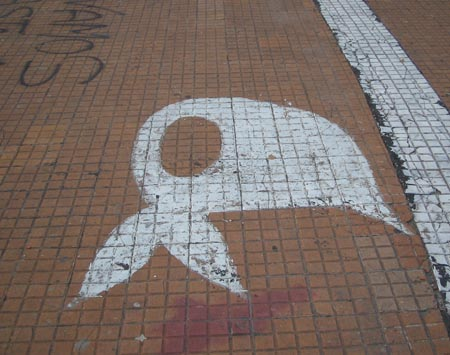
부에노스아이레스 5월 광장의 바닥에 그려진 어머니들의 하얀 숄

5월 광장의 어머니회(5月 廣場의 어머니會, 스페인어: Asociación Madres de Plaza de Mayo)는 1976년에서 1983년까지 아르헨티나를 통치한 군사정부가 일으킨 더러운 전쟁 기간 동안에 실종된 사람들의 어머니들이 만든 단체이다. 이 단체는 1977년에 결성되었으며, 우선적으로 실종된 수감자들을 생존 상태로 되찾고 그 다음에 반인륜적 범죄의 책임자들을 밝혀 그들을 재판에 회부하는 것을 목표로 삼았다. 이후에 그들은 이 단체를 통해 자신들의 자녀들이 이루고자 했던 투쟁을 이어나가기 위해 자체 라디오 방송국, 대학(UPMPM), 텔레비전 프로그램, 문학 카페, 사회 주택 계획, 어린이집 등을 운영하였다.
마요 광장의 어머니들은 1977년 4월 30일 토요일에 부에노스아이레스라는 이름의 도시 광장 에서 모임을 시작했다 . 그들은 이곳을 집결 장소로 삼아 실종된 아이들을 위해 어머니회를 조직화하고 당국에 청원하기 위한 중심지로 사용했다. 처음에 그들은 앉아 있었으나 계엄령이 선포되자 경찰은 그들을 그 자리에서 쫓아냈다. 그 후 1977년 10월 루한의 성모 순례(Nuestra Señora de Luján)에서 어머니회를 식별하기 위해 그들은 머리에 흰색 스카프를 두르기로 결정했다. 이렇게 해서 그들을 대표하는 두 가지 상징이 생겼다: 매주 목요일 오후 3시 30분에 5월 광장의 탑( la Pirámide de Mayo) 주변을 도는 행진과 머리에 두르는 흰색 스카프이다.

## 시위의 시작
아르헨티나 군사 독재 기간 동안(아르헨티나에서는 ‘과정(proceso)’으로 알려짐) 5월 어머니회는 정부가 취한 조치에 끊임없이 반대했고, 납치와 실종을 포함한 끊임없는 박해를 겪었다. 1979년 탄압으로 인해 5월 광장 시위가 중단됐으나 1980년부터는 다시 시위를 이어갔다. 그해 12월 초, 그들은 24시간 동안 광장을 도는 첫 번째 저항 행진을 벌였다.

## 어머니들의 실종
1977년 12월 8일 부터 12월 10일 사이 5월 광장 어머니회와 관련된 12명의 인물들이 군인들에 의해 납치되었다. 이들이 납치된 후 단체에서는 실종자들을 찾는 신문 광고를 중단해야 한다는 주장이 나왔지만 창립자 중 한 명인 아수세나 비야플로르 (Azucena Villaflor)는 자신들은 실종 되더라도  찾아줄 사람은 있을 것이지만 그동안 자식들을 찾아줄 사람은 없을 것이라며 광고를 진행했다. 다음 날,  그녀는 첫 광고를 게재한 신문을 사서 돌아오는 길에 납치되었다. 그럼에도 불구하고, 어머니들은 투쟁을 계속했고 1978년 아르헨티나 월드컵 동안 국제 기자들이 그들을 인터뷰하면서 그들의 운동을 알리게 되었다.

## 국제적 영향
1983년 아르헨티나에 민주주의가 도래했음에도 불구하고 그들은 정부에 참여했던 군대에 대한 규탄을 요구하며 행진과 활동을 계속했다. 그들은 수많은 국제기구로부터 지지와 인정을 받았으며, 인권을 위해 싸우는 다른 많은 단체들을 지지했다. 

## 어머니회의 분열
이 시기 5월 광장 어머니회는 의견의 차이로 두 그룹으로 나뉘어 졌다. 분리된 그룹은 "Madres de Plaza de Mayo Línea Fundadora."으로 불렸다. 분열의 주요 이유는 보나피니가 CONADEP에 대한 신고를 거부하고, 자녀들의 사망을 받아들이며, NN의 발굴에서 시체를 식별할 가능성, 제안된 금전적 배상을 수락한 것이다.

## 현재
일 년 내내 날씨와 상관없이 에베 데 보나피니의 주도로 5월 어머니회는 5월의 탑 주위를 도는 행진을 했으며, 그녀의 사망 이후에도 계속해서 행진을 이어오고 있다. 이후 현재까지도 과거 아이들의 실종에 대한 문제 뿐 아니라 다양한 사회문제에 대해 의견을 제시하며 5월 어머니회의 활동은 이어져오고 있다. 

## 같이 보기
- 호르헤 라파엘 비델라